# عزیز بساق
عزیز بُسّاق (زادهٔ ۱۳۱۱– درگذشتهٔ ۲۰ آبان ۱۳۹۹) نوازندهٔ سُرنا و هنرمندِ موسیقی نواحی لرستان، اهل ایران بود. او از آخرین بازماندگان تُشمالهای لرستان بود.

## زندگی هنری
عزیز بُسحاق (بُسّاق)، در سال ۱۳۱۱ متولد شد. او از تیرهٔ بزی، طایفهٔ بساک و چهارلنگ بختیاری و از اهالی الیگودرز بود. وی از نسل و تبار شاه‌میرزا مرادی، از چهره‌های سرشناس موسیقی لرستان بود که در الیگودرز به «مش عزیز» معروف بود. او غیر از نوازندگی سرنا، تار نیز می‌نواخت.
عزیز بساق، تیر ۱۳۹۵ در سومین جشنوارهٔ موسیقی نواحی آینه‌دار، مورد تقدیر قرار گرفت و تندیس جشنواره به او اهدا شد.

## درگذشت
عزیز بُسّاق که مدت‌ها از ناراحتی‌های جسمی متعددی رنج می‌برد، ۲۰ آبان ۱۳۹۹ در بیمارستان ولیان الیگودرز، بر اثر بیماری قلبی درگذشت.

## یادداشت
1. ↑  تاریخ ثبت شدهٔ تولد در شناسنامه ۱۳۱۱ است اما عزیز بساق، خود معتقد بود که ۱۰ سال بزرگتر است.[۱]